# Pelegrina clemata
Pelegrina clemata is een spinnensoort in de taxonomische indeling van de springspinnen (Salticidae).
Het dier behoort tot het geslacht Pelegrina. De wetenschappelijke naam van de soort werd voor het eerst geldig gepubliceerd in 1951 door Levi & Herbert Walter Levi.